# Southery
Southery är en ort och civil parish i Storbritannien.   Den ligger i grevskapet Norfolk och riksdelen England, i den sydöstra delen av landet, 120 km norr om huvudstaden London. Southery ligger 11 meter över havet och antalet invånare är 1 161.
Terrängen runt Southery är mycket platt. Runt Southery är det ganska tätbefolkat, med 129 invånare per kvadratkilometer. Närmaste större samhälle är Downham Market, 8,9 km norr om Southery. Trakten runt Southery består till största delen av jordbruksmark.